# À contre-courant
À contre-courant è il terzo singolo estratto dal secondo album della cantante pop francese Alizée, Mes courants électriques.
Pubblicato nell'ottobre 2003 dall'etichetta discografica Polydor, conteneva in alcune edizioni limitate del singolo anche alcuni remix della canzone. Al contrario rispetto ai due singoli precedenti, non è stata eseguita una versione della canzone in lingua inglese e, inoltre, non è stata ideata una specifica coreografia da realizzare per il videoclip o anche solo per l'esibizione dal vivo.
La canzone è stata scritta e prodotta da Mylène Farmer e Laurent Boutonnat.

## Videoclip
Nel videoclip si vede Alizée che insegue un giovane che sta eseguendo delle acrobazie all'interno di un vecchio impianto di lavaggio del carbone. Il video è stato prodotto dalla società di produzione belga Blueberry e da AdnStudio.

## Formati e tracce
French CD Single
1. A contre-courant
2. I'm Not Twenty

French CD maxi single
1. A contre-courant 4:25
2. A contre-courant (Azzibo Da Bass Remix) 7:15
3. A contre-courant (Steve Helstrip Club Remix) 6:55
4. A contre-courant (Azzibo Da Bass Dub) 6:05

## Classifiche
| Paese             | Posizione raggiunta |
| ----------------- | ------------------- |
| Belgio (Fiandre)  | 10                  |
| Belgio (Vallonia) | 20                  |
| Francia           | 22                  |
| Svizzera          | 64                  |